# Азимут (гостиница, Санкт-Петербург)
«А́зимут Отель Санкт-Петербург» (бывшая гостиница «Советская») — гостиница в Санкт-Петербурге, построенная в 1967 году по проекту архитекторов Е. А. Левинсона, А. И. Прибульского и В. В. Ганкевич (инженер — П. Ф. Панфилов) (руководитель мастерской № 5 института «Ленпроект» — академик архитектуры Е. А. Левинсон). Здание гостиницы располагается на углу Лермонтовского и Рижского проспектов по адресу Лермонтовский, 43/1. (59°54′52″ с. ш. 30°17′47″ в. д.)

## История
Строительство гостиницы «Советская» было начато в 1963 году. Открытие гостиницы было запланировано на 50-летие Октябрьской революции — 7 ноября 1967 года.
Гостиница располагалась в трёх корпусах: высотный — корпус «А», пятиэтажный вдоль Лермонтовского проспекта — корпус «Б», пятиэтажный на набережной реки Фонтанки — корпус «К». В постсоветские времена каждый из корпусов получил новые названия: «Рижский», «Лермонтовский» и «Фонтанка» по расположению на пересечении Рижского и Лермонтовского проспектов и у реки Фонтанки.
В 1960-х годах гостиница «Советская» была самой модной и современной гостиницей; в ней останавливались и размещались преимущественно иностранные гости, за что местные жители называли её «АнтиСоветская». В 1967 году ещё недостроенное здание гостиницы было показано в фильме «Происшествие, которого никто не заметил». Гостиница упоминается в произведении Сергея Довлатова «Зимняя шапка»: «Гостиницу „Советская“ построили лет шесть назад. Сначала здесь жили одни иностранцы. Потом иностранцев неожиданно выселили. Дело в том, что из окон последних этажей можно было фотографировать цеха судостроительного завода „Адмиралтеец“. Злые языки переименовали гостиницу „Советскую“ — в „Антисоветскую“…»
В 1973 году на первом этаже корпусов «Б» и «К» был открыт фирменный магазин Берёзка, торговавший за валюту и чеки Внешпосылторга и Внештогрбанка. В круглой надстройке на крыше корпуса «К» располагался бар, именуемый в народе «Шайба», с алкоголем, современной танцевальной музыкой и панорамным видом на город и реку Фонтанку. По задумке архитекторов вход в бар был только из гостиничных корпусов. Но несмотря на отсутствие свободного доступа с улицы, завсегдатаями «Шайбы» была преимущественно местная ленинградская молодежь: администрация бара поднимала завсегдатаев на лифте со двора.
В 2005 году гостиница «Советская» была куплена компанией «Азимут Менеджмент Групп», и была переименована в «Азимут Отель Санкт-Петербург». В начале 2000-х годов в гостинице была выполнена значительная реконструкция и модернизация номеров (корпус «Фонтанка»), открыты новые рестораны и конференц-залы.
С 2013 года в гостинице проходит глобальная реконструкция. В апреле 2014 года верхние этажи основного корпуса полностью реконструированы. В 2019 году все 583 номера прошли полную реновацию. Внутреннее убранство выполнено в стиле «hi-tech».

## Архитектура

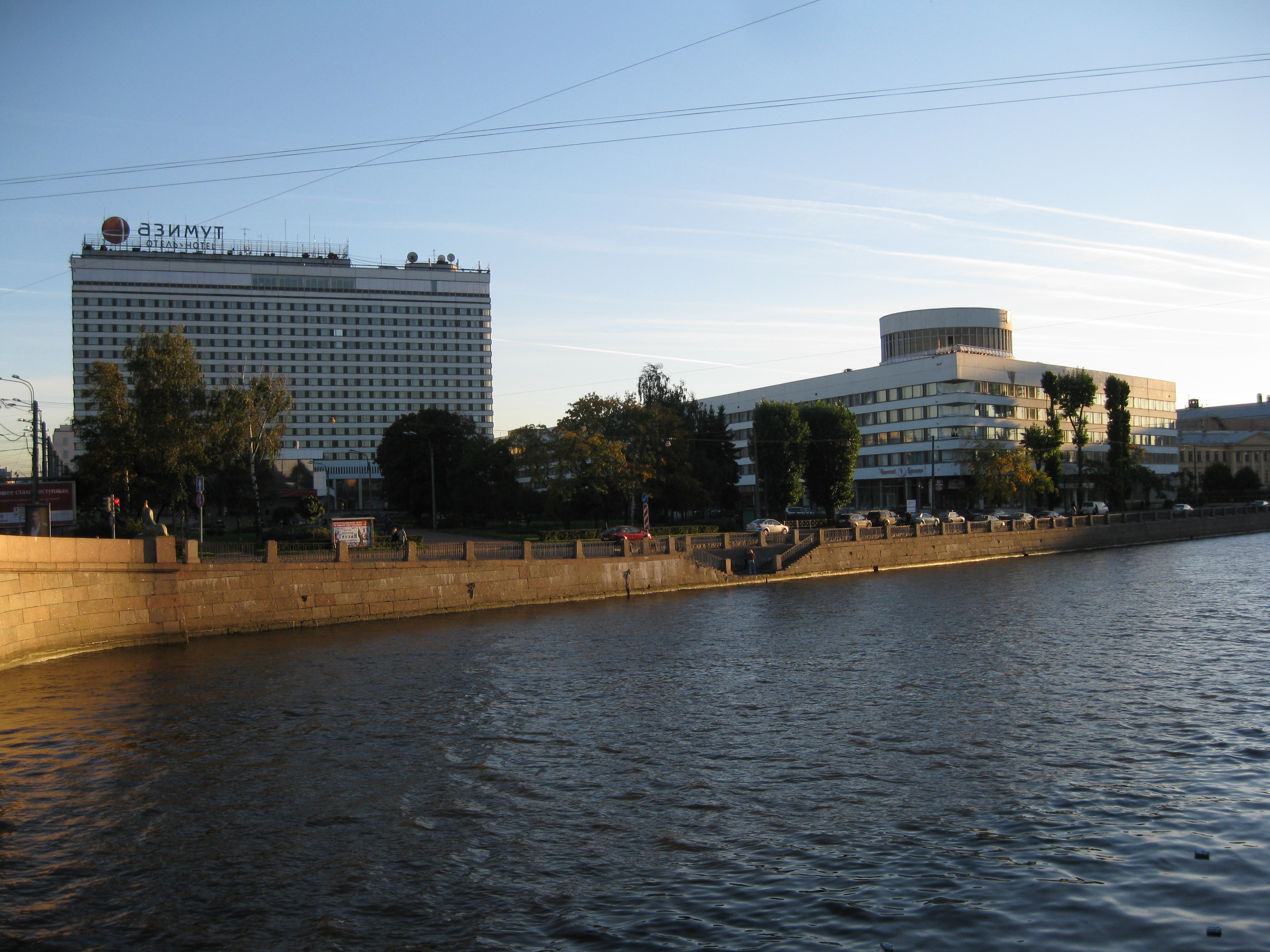
Вид на гостиницу с противоположного берега реки Фонтанки в сентябре 2010 года.

Во время строительства гостиницы «Советская» впервые в СССР для отделки фасада были применены стеклоблоки или стеклянные панели, привезённые из Мексики по инициативе председателя Ленгорисполкома Василия Яковлевича Исаева. В связи с этим гостиница упоминается в российских учебниках по градостроительству. Позднее подобные стеклянные панели стали производить в Ленинграде.
Здание отеля отличается лаконизмом архитектурных форм, контрастным соотношением конструкции основного объёма, расположенной по вертикали, и перпендикулярного к ней корпуса, выходящего на Фонтанку, вытянутого по горизонтали. Основным мотивом являются ленточные окна, подчёркивающие фасады здания по горизонтали.

Очень интересна в архитектурном отношении новая большая высотная гостиница «Советская» на Лермонтовском проспекте близ Фонтанки. Основной двадцатиэтажный корпус её располагается вдоль проспекта Огородникова, а дополнительный, пятиэтажный, примыкает к нему под прямым углом, прикрывая торцы соседних строений. К зданию присоединён двухэтажный флигель с вестибюлем и рестораном на 700 человек.

У всех номеров оконные проёмы сделаны во всю ширину. Люксы располагаются в торцах, площадь одноместных номеров — 14 м². И у горизонтального, и у вертикального корпусов чередуются светлые полосы облицовки и тёмные стеклянные полосы. При открытии второго корпуса на 400 мест в 1973 году в отеле стало 1713 номеров.
Изначально корпус ресторана был остеклённым и располагался «на ножках», но так как посетители ощущали себя в нём «словно выставленными в витрине магазина», ресторан обложили камнем, «получился стеклянный пирог на противне».
В отделке ресторана гостиницы использована разноцветная керамика.
Поднявшееся в высоту на 19 этажей (один этаж был подземным) здание гостиницы было первым, а в 1960-е годы единственным высотным «жилым» зданием Ленинграда. Однако высота здания, нависающего над старыми районами города, вызывало и вызывает критику общественности и профессионального сообщества. Так, академик Д. С. Лихачёв считал его безусловно неудачным архитектурным образцом, создающим «мрачную хаотичность» и нарушающим «типичную для Ленинграда „небесную линию“». «Градостроительной ошибкой советских времён» называл здание гостиницы «Советской» и бывший главный архитектор города Олег Харченко. В первой версии проекта этажей было 14, согласно городской легенде, здание хотели сделать ещё более высоким, но отказались от идеи, чтобы не дать иностранцам шпионить с верхних этажей за строительством подводных лодок на Адмиралтейских верфях. Михаил Золотоносов написал статью с прозрачным названием «Как 50 лет назад гостиницей „Советская“ испортили панораму Фонтанки». Попытка сохранить вид города всё же была сделана, так как здание отодвинули на дальнюю границу участка и развернули широкой стороной к Фонтанке.